# Roger Donaldson
Roger Donaldson (Ballarat, Austrália, 15 de novembro de 1945) é um cineasta, roteirista e produtor de cinema neozelandês nascido na Austrália.
É um dos co-fundadores da New Zealand Film Commission.  

## Biografia
Nascido na Austrália, cedo emigrou para a Nova Zelândia, onde se estabeleceu como retratista fotográfico. Logo começou a fazer filmes, e seu primeiro trabalho foi a telessérie Winners and Losers. No cinema, estreou com Sleeping Dogs, em 1977. 
Como esse foi o primeiro filme neozelandês em 15 anos, ele fez um lobby para convencer o governo a fundar a New Zealand Film Comission, em 1978.
O sucesso o levou aos Estados Unidos, onde fez mais um remake do clássico Mutiny of the Bounty, o qual chamou simplesmente de The Bounty e para o qual escalou Mel Gibson e Anthony Hopkins. O filme lhe valeu a indicação à Palma de Ouro em Cannes.

## Filmografia
- 1977 - Sleeping Dogs
- 1980 - Nutcase
- 1981 - Smash Palace
- 1984 - The Bounty
- 1985 - Marie
- 1987 - No Way Out
- 1988 - Cocktail
- 1990 - Cadillac Man
- 1992 - White Sands
- 1994 - The Getaway)
- 1995 - Species
- 1997 - Dante's Peak
- 2000 - Thirteen Days
- 2003 - The Recruit
- 2005 - The World's Fastest Indian
- 2008 - The Bank Job
- 2011 - Seeking Justice
- 2014 - The November Man
- 2017 - McLaren